# Eisenberg (Turingia)
Eisenberg es una ciudad en el este de Turingia, Alemania. Es la capital del distrito de Saale-Holzland.
Eisenberg es una ciudad antigua con un centro medieval. De 1680 a 1707 era la capital de Sajonia-Eisenberg, uno de los Ducados Ernestinos. 

## Demografía
| Gráfica de evolución de Eisenberg entre 1830 y 2018 |
|                                                     |

## Galería

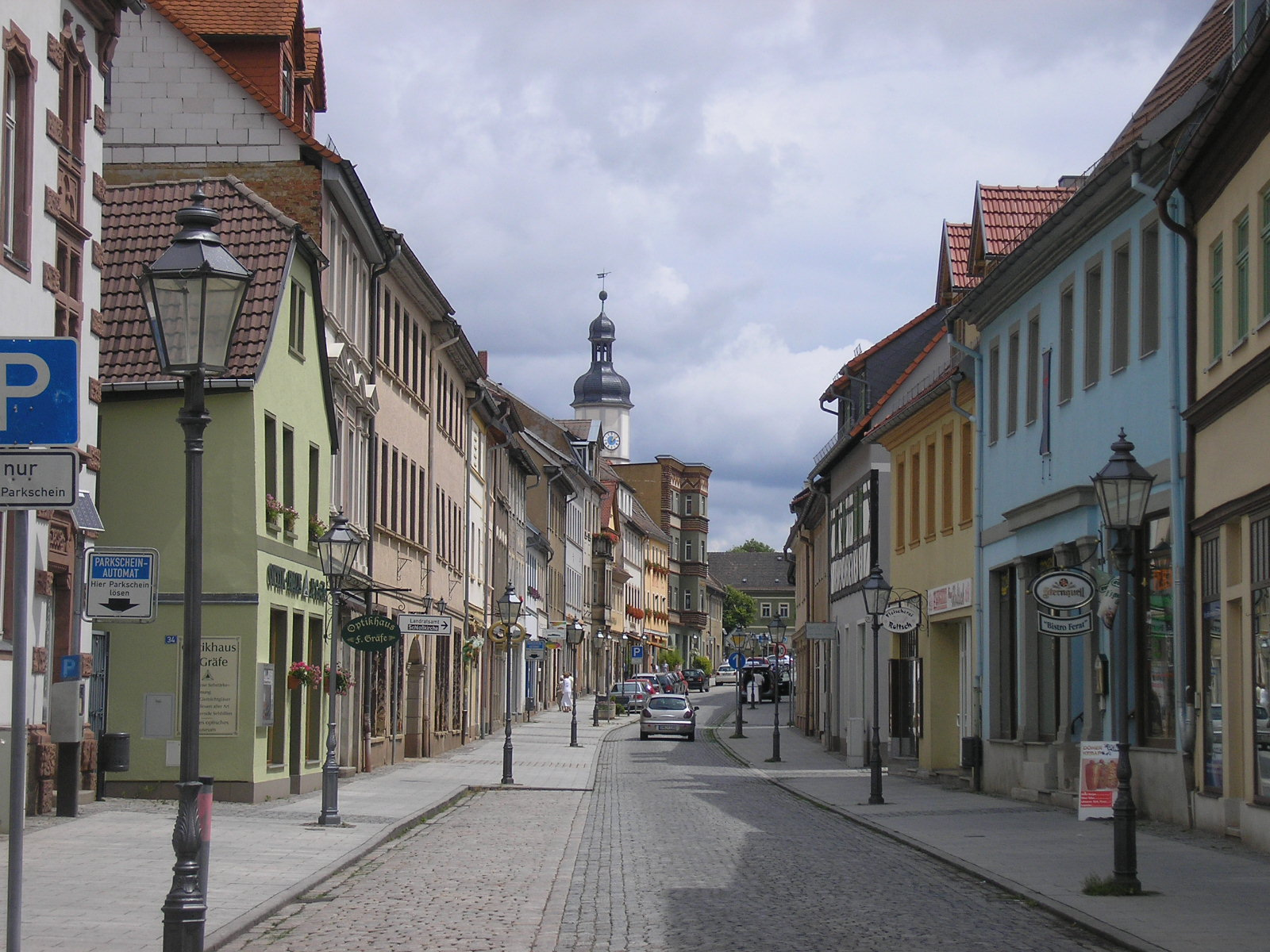
Calle mayor en el centro urbano
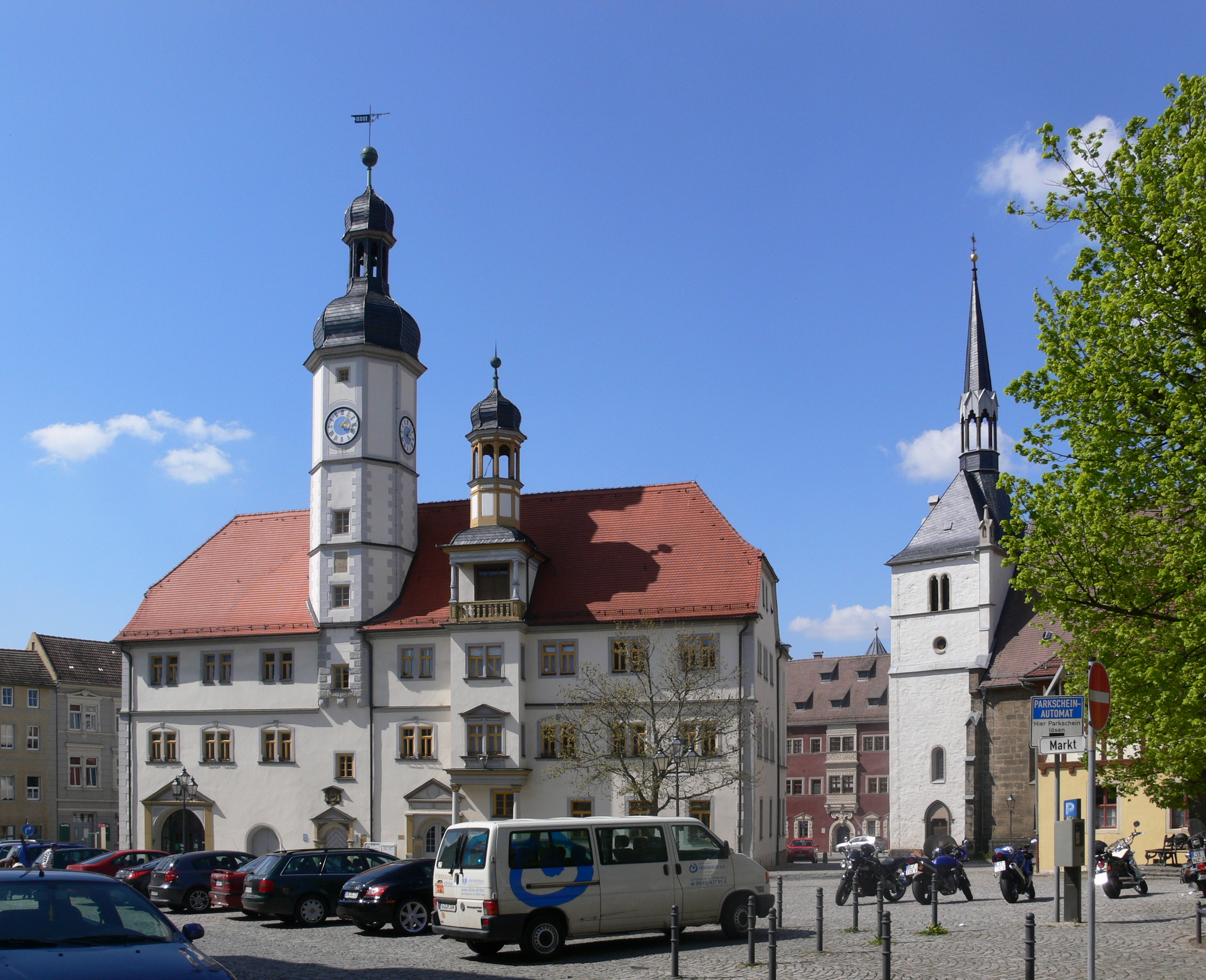
Ayuntamiento e iglesia (a la derecha)
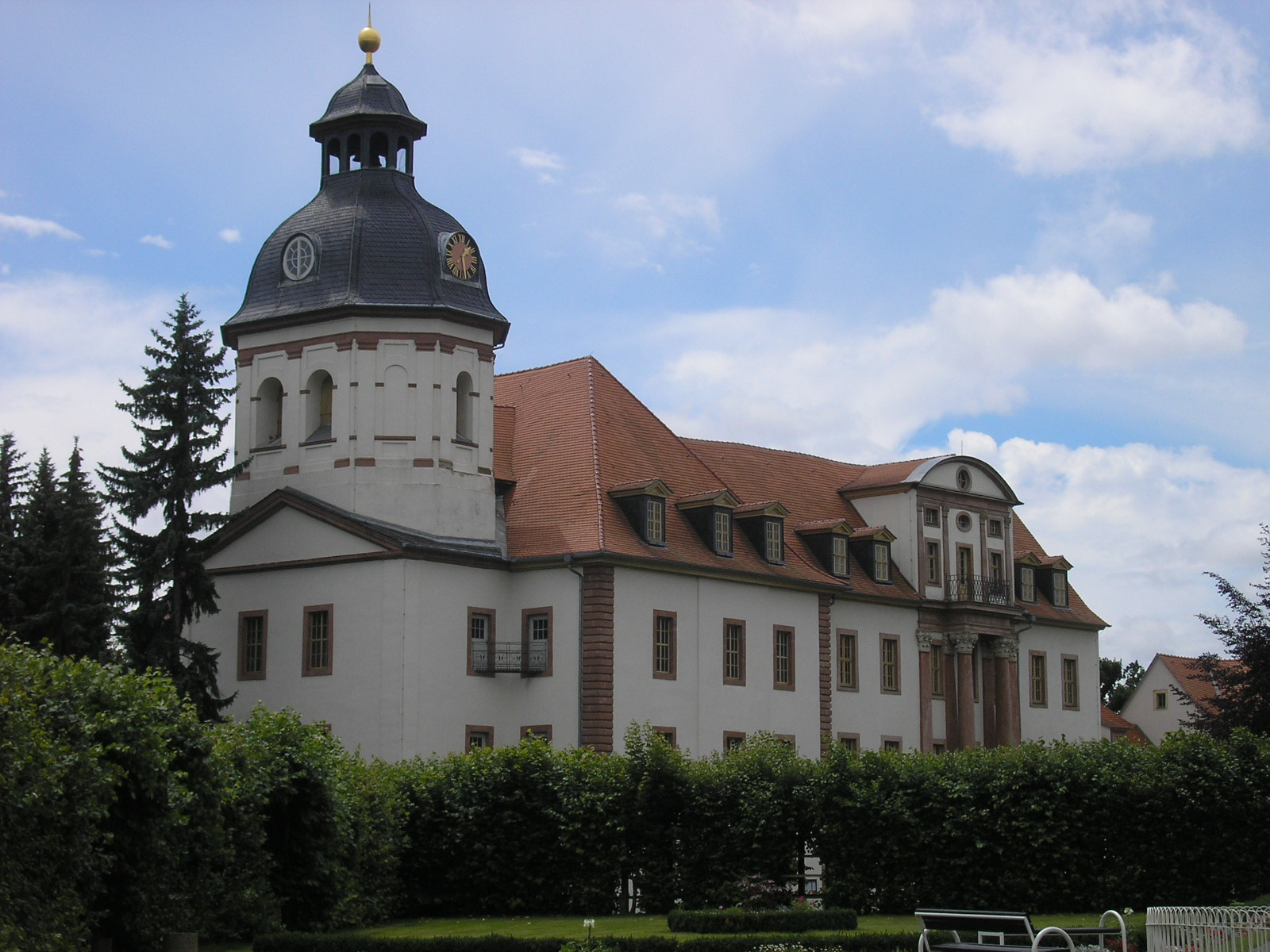
Iglesia del palacio
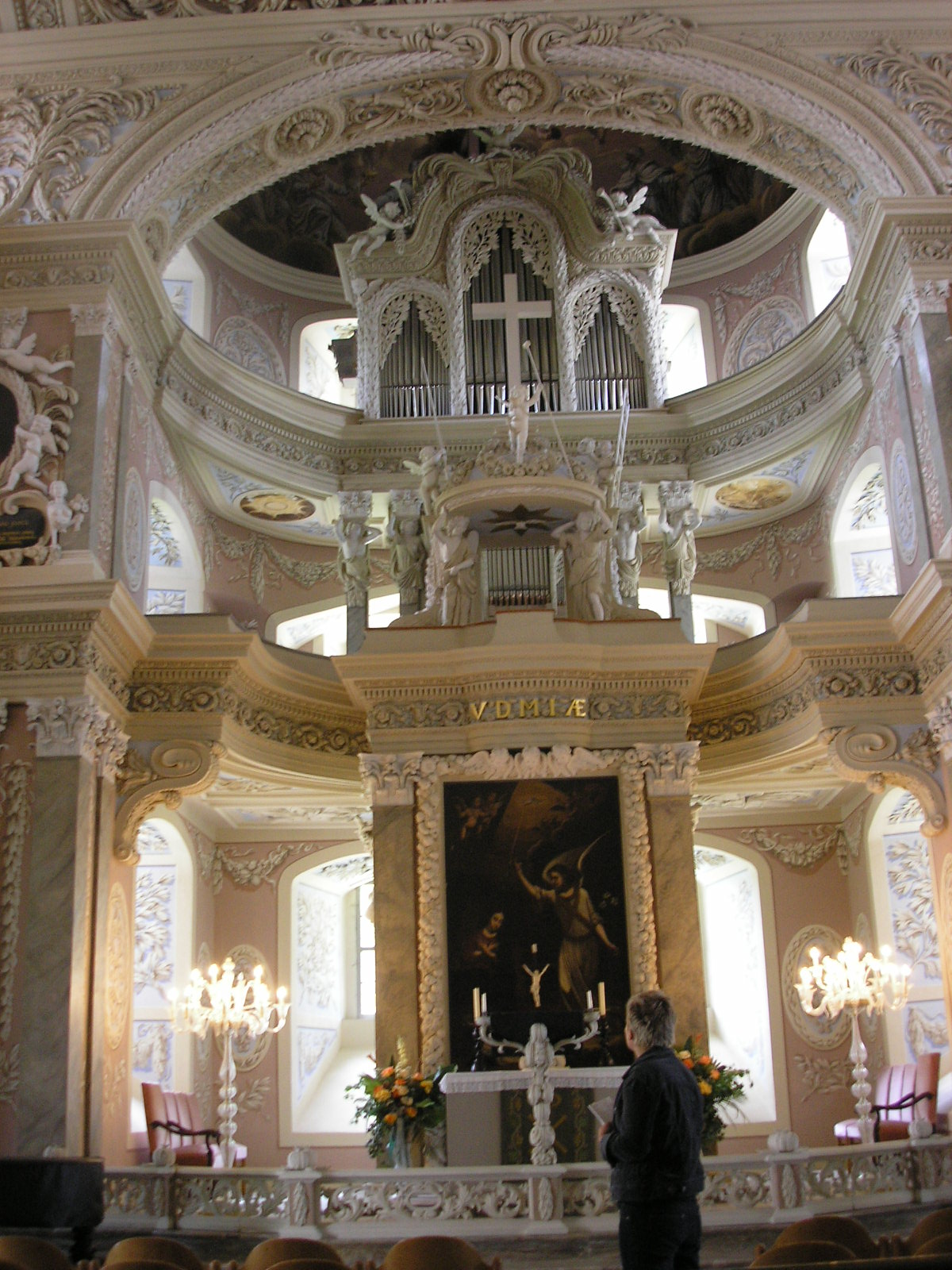
Interior de la iglesia del palacio